# Maikona jezoensis
Maikona jezoensis är en fjärilsart som beskrevs av Matsumura 1928. Maikona jezoensis ingår i släktet Maikona och familjen nattflyn. Inga underarter finns listade i Catalogue of Life.